# فاطمة (مدينة)

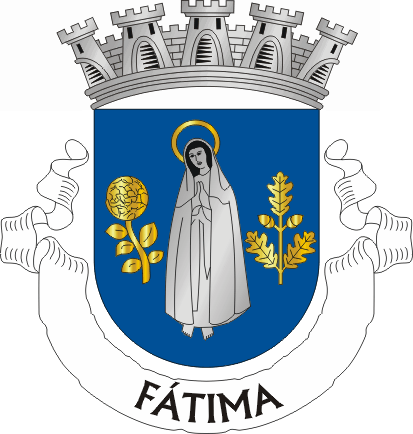

فاطمة هي مدينة في البرتغال سميت على اسم السيدة فاطمة الزهراء بنت النبي محمد إبان تواجد العرب في البرتغال وإسبانيا. المدينة معروفة بالرؤى الدينية التي حدثت في 1917. ويبلغ عدد سكانها 7,756 تقع في بلدية أوريم.
أسرار فاطمة حسب ما يعتقده الكثير من المسيحيين البرتغالين، أن أسرار فاطمة الثلاثة هي عبارة عن وحي أعطي سنة 1917 من طرف مريم للطفلة لوسيا ضوس سنطوس ولأبناء عمها جاسينطا وفرانسيسكو مارطو في مدينة فاطمة في البرتغال.

## الأسرار الثلاثة
إنما هي سر واحد، أعطي في رسالة إبان شهر يوليو من سنة 1917 حيث طلبت مريم عدم البوح بها، جاءت الرسالة في ثلاثة أجزاء:

### السر الأول
السر الأول هو عبارة عن صورة للجحيم
الجزء الأول كان يمثل صورة للجحيم، أرتنا مريم بحرا عظيما من النار. على ما يظهر أنه تحت الأرض، النفوس والشياطين يسبحون فيه كما لو أنهم جمر شفاف، أسود أو أسمر على شكل إنسان، يطفون على سطح الحريق، مرفوعون باللهيب الذي يخرج من أجسادهم، وسحب ذخان. يتساقطون من كل جانب كأنهم الرماد المتساقط من الحريق لا وزن ولا توازن له، الصريخ والتألم واليأس يرعبون ويجعلونك ترتعد من الخوف الجزع.
الشياطين مميزة بأجسادها الغريبة والمخيفة على شكل حيوانات مرعبة وغريبة، شفافة الجسد وسوداء في نفس الوقت.
دامت هذه الرؤية وقت وجيزا بفضل أمنا السماوية التي تجلت لنا والتي وعدتنا بأخدنا للسماء «إبان التجلي الأول».
في وقت أني كنت أظن أننا سنموت من الرعب.

### السر الثاني
السر الثاني يُظهر كيفية خلاص النفوس من الجحيم وعن كيفية الحصول على السلام. هذا الجزء يخص روسيا.
لقد شاهدتم الجحيم حيث ستذهب نفوس الخطاة. من أجل خلاصهم، الله يريد الرحمة بالعالم من أجل قلبي المكلوم. فلو عزمت على فعل ما آمركم به فنفوس عديدة سترى الخلاص، ويكون لهم السلام. أما الحرب فستضع أوزارها. لكن فإن لم يُتوقف عن التجديف بالله، تحت أمر قداسة البابوية بيوس الحادي عشر فستستعر أخرى من جديد.
عندما ترون الليل منيرا بضياء غريب، إعلما حينها أنها الإشارة التي يعطيكم إياها الرب، حيث أنه سيُعاقب العالم عن معاصيه بالحرب وبالمجاعة وبالتجني على الكنيسة والبابا المقدس.
من أجل تجنب هاته الحرب. سأطلب من روسيا التعلق بقلبي الرحيم وبجماعة المؤمنين أيضا. فإذا تحققت مطالبي فروسيا ستقبلني ويحل السلام. وإذا كان العكس فخطاياها ستعم الدنيا، مخلفة حروبا وتطاولا على الكنيسة.
يَستشهد الأتقياء، ويُكابد الكثير البابا. العديد من الشعوب ستباد. وفي الأخير قلبي المكلوم سيعرف الانتصار، وحينها يسَخّر لي البابا روسيا بأكملها حيث ستتحول إلي ويعم السلام بالعالم وقتها."

### السر الثالث
يأتي هذا السر في قالب قابل للعديد من التآويل والشروحات.
بعد أن ذكرنا الجزئين الأولين، رأينا على جانب أمنا السماوية ملاك يمسك في يده اليسرى سيفا من النار يبرق وتخرج منه لهيب عظيمة فحسبنا أنه سيُهلك الدنيا، لكن وبمجرد أن تلمس بهاء العذراء المنبثق من يدها اليمنى تنطفئ في حينها...
رأينا العديد من الأساقفة والقساوسة والرهبان والراهبات يتسلقون جبل عال وعلى قمته يوجد صليب من جذع الشجر،...
عبر البابا وبخطى ملئ رعبا وخوفا مدينة عظيمة نصفها أطلال ونصفها الآخر مزلزل. كان يصلي لأجل الموتى الذين كانت جثثهم المرمية عبر الطريق...
وبعد أن وصل إلى قمة الجبل، على ركبتيه أمام الصليب الكبير، قُتل على يد مجموعة من الجنود الذين أطلقوا الرصاص والسهام، وبنفس الطريقة التي توفي هكذا مات جميع الأساقفة والكهنة والرهبان والراهبات واحداً تلو الآخر أيضاً.
تحت ذراعي الصليب كانت هناك اثنين من الملائكة مع كل واحد الكريستال في يده، والتي جمعت دماء الشهداء ومنها رشت النفوس التي كانوا في طريقهم إلى الله...